# معركة إيفشام
 معركة إيفشام  إحدى معارك حرب البارونات الثانية الرئيسية. انتهت المعركة بهزيمة البارونات المتمردين بقيادة سيمون دي مونتفورت ومقتله في تلك المعركة، أمام القوات الملكية التي قادها الأمير إدوارد بن الملك هنري الثالث. دارت تلك المعركة في 4 أغسطس 1265، بالقرب من بلدة إيفشام.